# The Cowsills
The Cowsills é um grupo de cantores americanos de Newport, Rhode Island, seis irmãos conhecidos por se apresentarem profissionalmente e cantarem desde crianças, juntos de sua mãe.
A banda foi formada  em 1965 pelos irmãos Bill, Bob e Barry Cowsill; com seu irmão John se juntando logo em seguida. Originalmente Bill e Bob tocavam guitarra e Barry tocava bateria. Quando John aprendeu a tocar bateria e se juntou à banda, Barry começou a tocar baixo. Após o sucesso inicial, os irmãos foram acompanhados por seus irmãos Susan e Paul, juntamente com sua mãe, Barbara. Um sétimo irmão, o irmão gêmeo de Bob, Richard, nunca fez parte da banda durante seu auge, embora ocasionalmente aparecesse com eles nos últimos anos.
O empresário da banda durante a maior parte de sua carreira foi Richard 'Biggie' Korn. Quando o grupo se expandiu para a família inteira em 1967, os seis irmãos tinham entre 8 e 19 anos de idade. Juntamente com a mãe, Barbara Cowsill (nascida Russell), o grupo inspirou o programa televisivo da década de 1970, The Partridge Family.

## Origem e primeiros sucessos

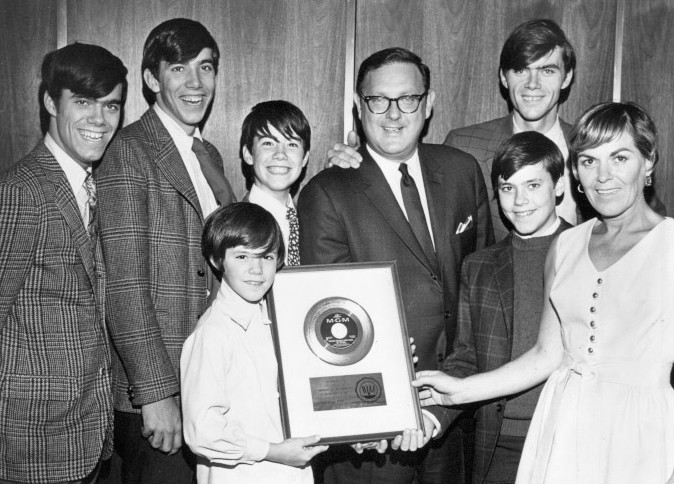
O grupo recebe seu disco de ouro para "The Rain, the Park and Other Things" do presidente da MGM Records, Mort Nasatir, em 1967.

O interesse musical dos Cowsills começou quando seu pai, Bud Cowsill, estava em Canton, Ohio, no final dos anos 1950, como recrutador da Marinha dos EUA. Bill e Bob aprenderam a tocar violão. Conforme as habilidades musicais e vocais dos garotos se desenvolviam, eles começaram a se apresentar nas danças da escola da igreja em Stark County, Ohio. Essas e outras apresentações levaram à primeira aparição na televisão dos meninos no Gene Carroll Show na WEWS em Cleveland.
Depois que Bud se aposentou da Marinha, ele e sua esposa administraram a carreira de seus filhos até 1967.
No final de 1965, os Cowsills foram contratados pela Bannisters Wharf em Newport. O grupo realizou muitas das canções populares da época, incluindo Beatles, entre outros. Um punhado de singles foi lançado pela JODA Records e Philips Records em 1965 e 1966, com sucesso modesto. Depois que Leonard Stogel assumiu a gerência da banda, eles assinaram com a MGM Records em 1967 através de seus esforços em favor deles. Barbara, que se tornaria conhecida por seus fãs carinhosamente como "Mini-Mom" devido a sua pequena estatura, juntou-se ao grupo bem a tempo de gravar o primeiro álbum da banda, incluindo o single " The Rain, The Park &amp; Other Things ", com Bill nos vocais. Ele vendeu mais de um milhão de cópias e recebeu um disco de ouro. Com o sucesso de "The Rain ...", a banda tornou-se rapidamente popular nos EUA, e alcançou significativa participação na Inglaterra e em outras partes da Europa. "The Rain..." alcançou a segunda posição na Billboard Hot 100.

Bob Cowsill é citado da seguinte forma nos primeiros dias da banda: 
 Embora Bill e eu nos apresentássemos em uma idade muito jovem, e Bill, eu, Barry e John fizemos muitas festas de fraternidade na Brown University e clubes em Newport ... a performance mais memorável do que eu veria como o precursor do que The Cowsills seria no Kings Park em Newport (à direita no pé do Halidon Hall) em algum carnaval . O ângulo da família acabou de evoluir ... primeiro Bill e eu, depois Bill e Barry, depois Bill, eu, Barry e John, depois Bill, eu, Barry, John e mamãe, depois Bill, eu, Barry, John, mamãe e Paul, depois, eu, Paul, John, Barry, Mom e Susan, depois voltamos para Bill, eu, Barry e John (muito brevemente no final) e depois para mim, Paul, John e Susan. Nossa primeira ruptura real veio quando nós estávamos jogando o MK Hotel em Newport (no porão) e um sujeito do " Today Show" nos viu e perguntou se nós quiséssemos estar no "Today show". Nós não éramos famosos nem nada, mas éramos jovens e éramos parentescos e éramos muito bons. Então nós fomos no "The Today Show" (eu duvido que exista uma fita disso, mas se isso fosse inestimável de se ver) e alguém da Mercury Records nos viu, o que levou à nossa assinatura com o selo e colocando "Most Of All "(uma ótima música para a escola que deveria ter sido o nosso primeiro hit na minha opinião), que levou Artie Kornfeld e Steve Duboff . Mercury nos deixou, mas Artie e Steve escreveram "A chuva, o parque e outras coisas" e nós entramos e gravamos essa música nos estúdios da A &amp; R em Nova York e levamos o pacote inteiro para a MGM, que decidiu que não seria ótimo se sua mãe se apresentasse com eles e, voilà, o resto, como dizem, é história.  
 Em 1968, a banda conseguiu outro sucesso de milhões de cópias vendidas com a canção " Indian Lake ", produzida por Wes Farrell, que alcançou a 10ª posição nas paradas americanas. "We Can Fly", o álbum em que apareceu, foi produzido por Bill e Bob, com o grupo agora incluindo os irmãos Paul e Susan.
Após a turnê de verão do grupo, a família se mudou para Santa Monica, Califórnia. Logo após a mudança, a família recebeu uma cópia do álbum "Sound" da trilha sonora de Carl Reiner, que estava montando um especial para a televisão chamado "Wonderful World of Pizzazz". O tema do especial era para ser uma celebração do estilo hippie - moda e música - daquela época. Reiner queria que o grupo aparecesse no seriado "Hair", a faixa título do musical atual. Ele fez um pedido ao grupo, na medida em que seu desempenho também serviria a um papel cômico na mente de Reiner. Naquela época, o grupo não tinha ouvido falar do musical e considerou o pedido de Reiner como mais uma tarefa. No arranjo de sua versão, Bob e Bill se certificaram de que cada membro do grupo chegasse a contribuir vocalmente para a gravação, tanto em termos de liderança quanto de fundo. Sua experiência lhes disse que haveria necessidade de solos de cada um dos membros do grupo enquanto cantava.
A MGM, o selo do grupo, não tinha interesse em liberar a gravação resultante. Bill tinha um acetato da música gravada no DCT Recorders que acabou sendo tocada para um DJ no WLS (AM) em Chicago, onde gerou muita atenção. O especial da TV foi gravado em 5 de janeiro de 1969 em San Francisco. Quando a data de 18 de março se aproximava, a MGM mudou de ideia e lançou o single. Neste mesmo momento, Bill e Bob estavam trabalhando em um álbum ao vivo, "The Cowsills in Concert" (lançado em 3 de maio), que incluiu uma mistura estéreo de "Hair" e se tornou o álbum mais vendido do grupo. A banda teve um hit nos EUA e um milhão de vendas com essa versão da música-título do musical Hair.
De 1968 a 1972, a banda tocou uma média de 200 apresentações por ano, e estavam entre os artistas mais populares do circuito americanos de shows.

## Separação e reuniões
De acordo com o documentário Family Band: The Cowsills Story, Bill foi demitido do grupo por seu pai depois que eles tiveram uma discussão que terminou com Bud sendo preso. Agora liderado por Bob, os Cowsills continuaram como um grupo lançando mais três álbuns - dois com a MGM, incluindo uma compilação de grandes sucessos, e depois um com a London Records. Em 1972, Barbara, Paul e Susan deixaram o grupo e Bill voltou, reformando o quarteto original; eles lançaram mais um single, "Covered Wagon", que não se destacou. Pouco depois, os Cowsills pararam de tocar juntos como uma banda em meio a uma série de brigas pessoais internas. Os membros individuais fizeram várias tentativas de carreira dentro e fora da indústria da música, mas apareceram na Madison Jr. High School, em Tampa, Flórida, como "The Cowsills" para uma apresentação em meados da década de 1970. Alguns produziam álbuns e se exibiam de tempos em tempos, embora não como The Cowsills, durante o restante dos anos 70 e até os anos 90. Um projeto em particular foi uma banda chamada Bridey Murphy, que foi formada em meados dos anos 70 e contava com Paul, Bill, Barry e Waddy Wachtel, obtendo um relativo sucesso.
Em 1978, vários dos Cowsills - incluindo Paul, John, Barry, Bob e Susan - gravaram um álbum chamado Cocaine Drain com o produtor Chuck Plotkin. O álbum nunca foi concluído e, em algum momento, as fitas master foram perdidas. Por quase 30 anos o álbum existia apenas como um acetato áspero. Em março de 2008, uma versão do álbum foi finalmente lançada, remasterizada daquele acetato sob a direção de Bob Cowsill. Várias outras faixas inéditas foram incluídas no lançamento de 2008.
Após as sessões de Cocaine Drain, os Cowsills fizeram alguns shows em 1979-1980, mas voltaram para suas carreiras solo depois disso.
Os quatro membros centrais do grupo criaram o power pop "Is It Any Wonder?" em 1993, que foi lançado na coleção multi-artista criticamente elogiada Yellow Pills, vol. 1: O melhor do pop americano.
Nos anos seguintes à separação do grupo, Susan continuou sua carreira musical como membro do The Continental Drifters, junto com seu primeiro marido Peter Holsapple e seu segundo marido, Russ Broussard. Ela era um membro da banda de Dwight Twilley em meados da década de 1980, e atualmente lidera sua própria banda, a Susan Cowsill Band. Seu primeiro álbum solo, Just Believe it, foi lançado no final de 2005 pela Blue Corn Music. Em 2011, ela foi destaque em um episódio da série da HBO, Tremé.
John Cowsill também continuou sua carreira de ator. Desde dezembro de 2000, John é um membro regular da banda de apoio dos  Beach Boys, tocando bateria e teclado e cantando em algumas de suas músicas. Nos anos anteriores, ele se apresentou com artistas como Jan &amp; Dean e Dwight Twilley. No início dos anos 80, ele foi brevemente um membro da banda Tommy Tutone e seus backing vocals e percussão podem ser ouvidos em seu hit " Jenny (867-5309) ".
Bill Cowsill mudou-se para o Canadá nos anos 70 e se saiu bem como artista solo, e como membro de Vancouver, Blue Northern, da Colúmbia Britânica, antes de formar The Blue Shadows, que gravou dois álbuns para a Sony Canada.
Depois de trabalhar como engenheiro de som para Helen Reddy, Paul Cowsill deixou a música para uma carreira na indústria da construção. Ele trabalhou como paisagista em vários filmes e programas de televisão, incluindo a série Crepúsculo e Grimm. Enquanto ele se apresenta com The Cowsills, ele trabalha principalmente como agricultor em Oregon.
Bob Cowsill teve uma carreira de sucesso fora da música na indústria de software. Atualmente, ele treina departamentos de emergência do hospital para usar um pacote de software chamado "Sistema de Rastreamento de Informações do Departamento de Emergência", ou EDITS. O software foi projetado para gerenciar problemas de captura de dados e cobrança associados à contabilidade de pronto-socorro. Bob também fazia parte da equipe de desenvolvimento e codificação real do pacote de software. Ele também ainda é um artista ativo.
Em 1990, Bob, Paul, John e Susan novamente se reagruparam como The Cowsills. O plano original era simplesmente refazer o "circuito antigo ", mas depois de alguns acordos, eles decidiram mostrar um novo material escrito por Bob e sua esposa, Mary Jo. Esta encarnação da banda começou a tocar em pequenos clubes e vitrines na área de Los Angeles e, eventualmente, se espalhou para locais semelhantes em todo o país e no Canadá. Suas performances geraram críticas positivas de críticos e fãs, incluindo um desempenho muito bem recebido em The Late Show Starring Joan Rivers. Nesse programa, Susan disse que nunca poderia descobrir qual das duas garotas da Partridge Family deveria representá-la.
O sucesso desta reunião levou os Cowsills de volta ao estúdio de gravação, o que resultou no álbum Global. Isso também levou a várias reuniões ao longo dos anos em várias formas, variando de alguns shows a apresentações especiais em grandes eventos. Os mais notáveis destes eventos foram "A Taste of Rhode Island in 2000", que contou com todos os sete sobreviventes Cowsills, e "A Family Thing 2", que foi um concerto beneficente em 2004 para dificuldades médicas e financeiras de Bill no momento. Este concerto teve lugar no El Rey Theatre em Los Angeles e incluiu uma aparição de Shirley Jones, que apresentou a banda. Foi a primeira vez que eles se encontraram. Como a mãe no programa de TV inspirada nos Cowsills, Shirley fez questão de chamá-los de "a coisa real". Embora ela não tenha cantado com eles naquela noite, imediatamente após seu anúncio, Cowsills tocou " I Really Want to Know You"; é a única música gravada por The Cowsills e The Partridge Family. Durante este período, Barry também lançou um CD solo, As Is .
Em outubro de 2004, os Cowsills se reuniram para cantar o Hino Nacional no Fenway Park antes do 4º jogo da American League Championship Series de 2004 entre o Boston Red Sox e o New York Yankees.
O primeiro lançamento solo de Susan, Just Believe It, foi lançado em 2004 na Europa e 2005 nos Estados Unidos. Susan Cowsill continua a tocar ao vivo em Nova Orleans com seu marido Russ Broussard e sua banda, tocando "Covered In Vinyl", performances que apresentaram álbuns de rock clássicos tocados ao vivo na íntegra. Algumas dessas performances foram gravadas em locais de Nova Orleans como Carrollton Station e Chickie Wah Wah.
O segundo álbum solo de Susan Cowsill, "Lighthouse", foi lançado em 2010 com o apoio da organização de músicos de New Orleans, Threadheads. É um álbum conceitual em que ela reflete sobre suas perdas, principalmente através do furacão Katrina e da morte dos irmãos Barry e Bill. O álbum apresenta harmonias de seus irmãos sobreviventes (Bob, Paul e John), bem como aparições de Jackson Browne e Vicki Peterson, e foi lançado em 18 de maio de 2010.
Atualmente, Bob, Paul e Susan realizam vários shows por mês como The Cowsills enquanto ainda mantêm suas vidas e carreiras separadas e foram unidos ocasionalmente por seu irmão, John. Em 2007, eles fizeram uma turnê como parte de um pacote chamado "The Original Idols Live!", Apresentado por Barry Williams, que interpretou Greg Brady no The Brady Bunch.
Os Cowsills foram introduzidos no Hall da Fama da Música de Rhode Island no domingo, 28 de abril de 2013.
Durante uma apresentação de 50 anos no The Cutting Room em Nova York, em 11 de abril de 2015, Susan Cowsill disse que a banda planejava retornar ao estúdio em janeiro de 2016 para começar a gravar seu primeiro novo álbum em 7 anos. Nenhuma data de lançamento foi anunciada.
Durante os verões de 2015, 2016, 2017 e 2018, o Cowsills visitou os EUA com The Turtles na turnê "Happy Together".

## Discografia
- The Cowsills (1967)
- We Can Fly (1968)
- The Cowsills in Concert (1969)
- II x II (1970)
- On My Side (1971)
- All-Time Hits (1971)
- Global (1998)
- 20th Century Masters - The Millennium Collection: The Best Of The Cowsills (2001)
- Painting The Day: The Angelic Psychedelia of The Cowsills (2006)
- Cocaine Drain (2008)

## Televisão eThe Cowsills
Os Cowsills também fizeram muitas aparições na televisão durante o final dos anos 1960 e no início dos anos 1970. Suas aparições incluíram:
- The Ed Sullivan Show (duas vezes, veja abaixo)
- The Tonight Show Estrelando Johnny Carson (duas vezes)
- Coreto americano
- O show de Mike Douglas
- O show de Barbara McNair
- Playboy depois do escurecer
- Kraft Music Hall
- Cena musical
- O Johnny Cash Show [19]
- Mundo Maravilhoso de Pizzazz [20]

Os Cowsills foram originalmente reservados para dez apresentações no The Ed Sullivan Show .  No entanto, para sua primeira aparição em 29 de outubro de 1967, houve dificuldades técnicas, pois não puderam ser ouvidas nos primeiros 20 a 30 segundos de "The Rain, the Park, and Other Things". Após uma discussão acalorada com o produtor Bob Precht, Bud Cowsill cancelou oito das nove apresentações restantes do grupo. A segunda e última aparição de Cowsills no The Ed Sullivan Show foi em 24 de dezembro de 1967.
Entre as aparências do game show, The Generation Gap, com Barbara e Bob, e To Tell The Truth, no qual o painel teve que identificar a verdadeira Barbara Cowsill, que era # 2; ela recebeu dois votos, enquanto um dos dois "impostores" também recebeu dois votos. Durante o jogo, os irmãos ficaram atrás dos três competidores.
Eles estrelaram em seu próprio especial de televisão, chamado A Family Thing, em novembro de 1968, na NBC, estrelada por Buddy Ebsen . Em 1969, a Screen Gems se aproximou da família para retratar a si mesma em sua própria sitcom de TV, mas quando disseram que sua mãe seria substituída pela atriz Shirley Jones, o negócio não deu certo. A Screen Gems contratou o enteado de Jones, David Cassidy, para se juntar ao elenco da série de TV, que passou a se chamar The Partridge Family, e a ter uma temporada de quatro anos na ABC Television.
Os Cowsills eram também conhecidos como porta-vozes da American Dairy Association, aparecendo em anúncios promovendo o leite. Eles realizaram o tema para o filme de David Niven, The Impossible Years (1968), e também cantaram o tema para Love American Style durante a primeira temporada (1969).
Em 10 de agosto de 2010, o documentário Family Band: The Cowsills Story estreou no Festival Internacional de Cinema de Rhode Island. Em 6 de março de 2013, o filme fez sua estreia na rede de televisão na Showtime . O filme, dirigido por Louise Palanker e co-dirigido/editado por Bill Filipiak, conta a história dos bastidores da família, sua ascensão à fama e queda subsequente devido à natureza controladora e abusiva de seu pai. O filme apresenta entrevistas com Tommy James, Shirley Jones e a personalidade de rádio Cousin Brucie.

## Mortes
Barbara Claire Cowsill (12 de julho de 1928 - 31 de janeiro de 1985) com 56 anos
A mãe da família Cowsill, Barbara Cowsill, morreu de enfisema enquanto vivia em Scottsdale, Arizona.
Seu funeral foi a primeira reunião real de todos os membros da família desde a separação da banda.

### Bud
William "Bud" Joseph Cowsill, Sr. (2 de dezembro de 1925 - 29 de setembro de 1992) com 66 anos
O pai da família Cowsill, "Bud" Cowsill, morreu de leucemia enquanto vivia no México.

### Barry
Barry Steven Cowsill (14 de setembro de 1954 - 29 de agosto de 2005) com 50 anos.
Tanto Barry Cowsill quanto sua irmã Susan estavam morando em Nova Orleans quando o furacão Katrina ocorreu em 29 de agosto de 2005. Susan e seu marido deixaram Nova Orleans, mas a maioria de seus pertences em sua casa em Nova Orleans foi destruída.
Um corpo muito decomposto recuperado no Chartres Street Wharf em Nova Orleans em 28 de dezembro foi identificado em 4 de janeiro de 2006, como Barry. Ele tinha um pedaço de papel com seu nome e número de telefone no bolso da calça. Acredita-se que a causa oficial da morte seja afogamento, já que o legista de Nova Orleans não encontrou sinais de crime.
Dois serviços memoriais foram realizados por Barry. Um foi realizado em 19 de fevereiro de 2006 em Newport, Rhode Island, no Hotel Viking. A segunda foi realizada em 26 de fevereiro de 2006, em Nova Orleans.
Barry deixou suas duas filhas, um filho e dois netos, além de uma enteada e duas netas.

### Bill
William "Bill" Joseph Cowsill Jr. (9 de janeiro de 1948 - 18 de fevereiro de 2006) com 58 anos
Bill Cowsill morreu em Calgary, Alberta, no dia anterior ao serviço memorial de seu irmão Barry em Newport. Ele estava com problemas de saúde nos últimos anos de sua vida, sofrendo de enfisema, síndrome de Cushing e osteoporose.

### Richard
Richard "Rich" "Dick" James Cowsill (26 de agosto de 1949 - 8 de julho de 2014) com 64 anos
Richard Cowsill morreu em sua casa em Rio Rancho, Novo México, depois de uma batalha contra o câncer de pulmão.